# Кралят на комедията
Кралят на комедията (на английски: The King of Comedy) е американски драматичен филм от 1982 година на режисьора Мартин Скорсезе с участието на Робърт Де Ниро и Джери Люис. Списание Empire включва Кралят на комедията в класацията си „500 най-велики филма за всички времена“, като филма дори заема място сред първите 100.

## Сюжет
Творбата разказва историята на неудачника, ловец на автографи Рупърт Пъпкин (Де Ниро), изпълнен с амбиция да стане известен комедиант-шоумен, също като кумира си – голямата звезда Джери Ленгфорд (Люис). След случайно стечение на обстоятелствата, Пъпкин се сдобива с визитката на Ленгфорд, дадена му лично от последния с цел по-скоро да се освободи от досадния почитател. Това обаче е прието от натрапника като покана за сътрудничество, което Пъпкин ще преследва с всички средства.

## В ролите
| Изпълнител      | Роля                    |
| --------------- | ----------------------- |
| Робърт Де Ниро  | Рупърт Пъпкин           |
| Джери Люис      | Джери Ленгфорд          |
| Сандра Бърнхард | Маша                    |
| Даян Абът       | Рита Кийн               |
| Шели Хек        | Кати Лонг               |
| Лу Браун        | Ръководител на оркестър |
| Ед Хърлихи      | Себе си                 |

## Награди и Номинации
Филмови награди БАФТА
- Награда за най-добър оригинален сценарий за Пол Д. Зимерман

- Номинация за най-добър режисьор за Мартин Скорсезе
- Номинация за най-добър актьор в главна роля за Робърт Де Ниро
- Номинация за най-добър актьор в поддържаща роля за Джери Люис

Филмов фестивал в Кан
- Номинация за наградата „Златна палма“